# Dominic Gould
Dominic Gould, né le 19 septembre 1964 à Los Angeles aux États-Unis est un acteur franco-américain.

## Filmographie
- 1987 : Jeux d'artifices de Virginie Thévenet
- 1987 : L'Amoureuse
- 1987 : Hôtel de France de Patrice Chéreau
- 1988 : La Grande Évasion 2 (The Great Escape II: The Untold Story) de Paul Wendkos et Jud Taylor
- 1989 : Monsieur de Jean-Philippe Toussaint
- 1990 : Un amour de banquier
- 1990 : Adieu mes jolies
- 1991 : L'Homme qui a perdu son ombre
- 1991 : Crimes et Jardins de Jean-Paul Salomé
- 1994 : Rêveuse Jeunesse
- 1994 : Iron Horsemen
- 1996 : Beaumarchais, l'insolent d'Édouard Molinaro
- 1997 : Héroïnes
- 1997 : Alissa
- 1998 : La Patinoire de Jean-Philippe Toussaint
- 1998 : I Love L.A.
- 1999 : The Deep d’Olivier Klein
- 1999 : History is Made at Night
- 1999 : Chili con carne
- 2001 : Largo Winch - Saison 1
- 2002 : Tout contre Léo
- 2002 : Novo
- 2002 : Monique : toujours contente de Valérie Guignabodet
- 2002 : Les Cordier, juge et flic - Saison 10
- 2002 : Embrassez qui vous voudrez de Michel Blanc
- 2003 : Les Enfants du miracle
- 2004 : L'Antidote
- 2004 : Immortel, ad vitam
- 2006 : Petits Secrets et Gros Mensonges
- 2008 : Un village français - Saison 1
- 2008 : La Belle Personne de Christophe Honoré
- 2009 : Joueuse
- 2010 : The Prodigies
- 2010 : Paris Connections
- 2011 : Glenn de Marc Goldstein
- 2014 : La French de Cédric Jimenez
- 2015 : Le Bureau des légendes - Saison 1 d’Éric Rochant
- 2017 : Le Bureau des légendes - Saison 3 d’Éric Rochant
- 2019 : Thanksgiving (mini-série) de Nicolas Saada

## Jeux vidéo
- 2013 : Beyond: Two Souls : Earl (Chapitre "Une fille comme les autres")
- 2018 : Detroit: Become Human : Todd Williams